# سیارک ۱۱۷۳۶
سیارک ۱۱۷۳۶ (به انگلیسی: 11736 Viktorfischl، نامگذاری:1998QS1) یازده هزار و هفتصد و سی و ششمین سیارک کشف شده‌است که در ۱۹ اوت ۱۹۹۸ کشف شد.
قدر مطلق سیارک برابر ۲۲٫۴ است.